# District de Ghizer
Le district de Ghizer est une subdivision administrative du territoire Gilgit-Baltistan au Pakistan.